# Sakura Mail
Sakura Mail (桜通信?, Sakura tsūshin) è un manga di U-Jin pubblicato dal 14 aprile 1995 al 1º giugno 2000 su Weekly Young Sunday della Shogakukan. Ne è stata tratta una serie OAV di dodici episodi, pubblicati in Giappone dal 21 maggio al 22 ottobre 1997. In Italia i diritti per l'home video sono stati acquisiti dalla Dynamic Italia (poi Dynit) che l'ha pubblicata in quattro VHS e poi in tre DVD; la serie è stata poi trasmessa su Cultoon. I diritti per il manga erano stati acquisiti dalla d/visual che ha pubblicato soltanto il primo volume; successivamente la Goen (etichetta di RW Edizioni) ha rilevato i diritti e ha pubblicato integralmente il manga in Italia.

## Trama
Il protagonista, Toma Inaba, si è appena diplomato e sta facendo di tutto per avere accesso alla prestigiosa Keio University. Durante gli esami di accesso Toma nota Mieko Yostuba, una giovane dai capelli rossi anche lei alle prese con gli esami. Tuttavia Mieko riesce a superare gli esami al primo tentativo, mentre Toma no. Comunque per evitare l'imbarazzo di confessare a Mieko la verità, il ragazzo mente, dicendo di essere riuscito ad entrare. Ciononostante Toma, nella difficile situazione in cui si trova, riesce a trovare consolazione nell'affetto della dolce cuginetta Urara Kasuga, davanti alla quale i sentimenti per Mieko iniziano a vacillare.

## Personaggi
Toma Inaba (因幡冬馬?, Inaba Tōma)
Doppiato da: Mitsuaki Madono (ed. giapponese), Alessandro Quarta (ed. italiana)
Studente dei corsi di preparazione per l'ingresso all'università, Toma Inaba vuole a tutti i costi entrare nella Keio University dopo aver fallito più volte. Uno dei motivi per il quale Toma desidera entrare proprio in quella università è Mieko Yotsuba, studentessa universitaria di cui Toma si è innamorato a prima vista. Vive con la cugina Urara Kasuga, che nutre sentimenti nei suoi confronti
Urara Kasuga (春日麗?, Kasuga Urara)
Doppiata da: Kyōko Hikami (ed. giapponese), Federica De Bortoli (ed. italiana)
Innamorata persa del suo amato cugino "Tonma-chan", quando Urara scopre che Toma sta mentendo a Mieko per impressionarla, riesce a trattenersi dal non rivelare la verità a tutti soltanto per l'affetto nei confronti del cugino. Vive da sola con Toma: il padre è in Italia per lavoro e non rientrerà prima di un anno e la madre è deceduta.
Mieko Yotsuba (四葉美咲子?, Yotsuba Mieko)
Doppiata da:Rumi Kasahara (ed. giapponese), Barbara De Bortoli (ed. italiana)
Bellissima studentessa universitaria dai capelli rossi, oggetto delle attenzioni e dei desideri di Toma. Non sa che Toma in realtà non è uno studente universitario, ma anche lei ha i propri segreti, che riguardano un uomo che vive in Europa.
Komi Natsuki (夏樹香美?, Natsuki Komi)
Doppiata da: Mako Hyōdō (ed. giapponese), Alida Milana (ed. italiana)
Migliore amica di Urara, è una ragazza estremamente energetica che riempie la ragazza di consigli e suggerimenti, spesso di natura sessuale, letti su riviste di moda.

## Media

### Manga
Il manga, scritto e disegnato da U-Jin, è stato serializzato dal 14 aprile 1995 al 1º giugno 2000 sulla rivista Weekly Young Sunday edita da Shogakukan. I vari capitoli sono stati raccolti in venti volumi tankōbon pubblicati dal novembre 1995 all'agosto 2000.
In Italia la serie è stata inizialmente pubblicata da d/visual dal 2 aprile 2007, che però interrompe la pubblicazione dopo un solo numero. Dopo alcuni anni, RW Edizioni rilevò i diritti dell'opera e la pubblicò, questa volta per intero, sotto l'etichetta Goen dal 28 gennaio 2011 al 24 agosto 2012.
Nel febbraio 2014 è stato annunciato un sequel, ad opera dello stesso autore, intitolato Shin Sakura Mail (新・桜通信?, Shin Sakura tsūshin) in cui si narrano le peripezie di un ragazzo in cerca di lavoro a Tokyo che viene abbracciato da una ragazza che lo chiama "fratello maggiore". Quest'ultimo è stato serializzato dall'8 febbraio 2014 all'8 agosto 2015 sulla rivista Comic Heaven edita da Nihon Bungeisha. I vari capitoli sono stati raccolti in due volumi tankōbon pubblicati dal dicembre 2014 al dicembre 2015. In Italia il sequel è stato pubblicato sempre da Goen dal 28 ottobre al 25 novembre 2022.

### Anime

Urara Kasuga sulla copertina del primo DVD, raffigurante Urara Kasuga

Un adattamento OAV diretto da Kunitoshi Okajima e prodotto dallo studio Shaft è stato pubblicato in home video dal 21 maggio al 22 ottobre 1997 per un totale di dodici episodi. Nel 1998 l'intera serie venne trasmessa in televisione, ma in una versione censurata, dove vennero rimosse molte delle scene di nudo. La sceneggiatura è stata affidata a Kenji Terada mentre la colonna sonora è stata composta da Mitsuo Hagita. Le sigle sono rispettivamente Kimi no mado kara (From Your Window) in apertura e Love Rides on the Wind in chiusura, entrambe cantate da Takako Kuwata.
In Italia la serie è stata pubblicata da Dynamic Italia in VHS tra il 1998 e il 1999, poi da Dynit dal 1º giugno al 21 luglio 2006 in DVD e successivamente è andata in onda su Cooltoon dal marzo 2009. L'edizione italiana è stata doppiata presso lo studio Coop. Eddy Cortese sotto la direzione di Paolo Cortese, la traduzione a cura di Yoshiya Hirohama e i dialoghi di Anna Marani.
La versione italiana, sia per quanto concerne l'home video che la televisione, si basa su quella integrale originale del 1997 e non su quella censurata.

#### Episodi
| Nº | Titolo italiano Giapponese 「Kanji」 - Rōmaji | Prima edizione    | Prima edizione                     |
| Nº | Titolo italiano Giapponese 「Kanji」 - Rōmaji | Giapponese        | Italiano (trasmissione televisiva) |
| 1  | Tokyo Success Story 「東京サクセス」 - Tōkyō Sakusesu | 21 maggio 1997    | marzo 2009                         |
| 1  | Toma Inaba, un ragazzo originario di Izu, è a Tokyo per gli esami di ammissione all'università. Mentre è in albergo riceve la visita di una provocante ragazza che gli fa credere di essere una burusera. Toma, vedendo che la ragazza inizia a spogliarsi, non cede alle sue lusinghe e la scaccia; non si è accorto che la giovane è Urara Kasuga, sua cugina, che si è innamorata di lui dopo aver trascorso un breve periodo in sua compagnia sei anni prima. Toma, dopo aver fallito due esami di ammissione, ha la prova più difficile: quella per la Keio University. Urara lo attende all'ingresso dell'università per fargli gli auguri; quando vede che Toma continua a non riconoscerla e getta a terra il bentō che aveva preparato per lui scappa in lacrime. Toma intanto incontra Mieko Yotsuba, una ragazza che come lui tenta l'ammissione alla Keio University. Toma si innamora di Mieko, e promette di impegnarsi al massimo per superare l'esame e frequentare l'università con lei. |                   |                                    |
| 2  | Convivenza pericolosa 「いとこはブルセラ女子高生」 - Itoko wa burusera joshikōsei | 21 maggio 1997    | 2009                               |
| 2  | Mieko è riuscita a superare gli esami di ammissione; Toma è stato bocciato ma mente a Mieko e le fa credere di essere stato ammesso. Toma rientra a Izu, dove decide di tornare a Tokyo per frequentare i corsi di ammissione all'università. Toma si presenta a casa di sua cugina che lo ospiterà; appena entra nel suo appartamento si trova davanti Urara che, indossando soltanto un grembiule da cucina, lo accoglie con gioia. Toma si rende conto che lei è la ragazza che lo aveva raggiunto in albergo: non l'aveva riconosciuta perché l'unica volta che era stato insieme a sua cugina lei era poco più che una bambina. Dopo la cena Toma, messo in difficoltà dall'avvenenza di Urara e dal suo comportamento disinibito, tenta di telefonare a Mieko per vederla e spiegare la sua situazione. Mieko gli ha dato un numero falso e Toma capisce di essere stato preso in giro: il ragazzo rimane scioccato e Urara — che ha visto Mieko baciare un altro uomo — tenta di consolarlo. |                   |                                    |
| 3  | Schiavo dell'amore 「ニセ学生は恋の奴隷」 - Nise gakusei wa koi no dorei | 21 giugno 1997    | 2009                               |
| 3  | Toma, dopo essersi iscritto alla scuola preparatoria, va alla Keio per incontrare Mieko e spiegarle che non è stato ammesso. Appena lo vede arrivare Mieko — che era circondata da un gruppo di ragazzi da cui non riusciva a staccarsi — lo abbraccia e insieme corrono lontano dal gruppetto. Sotto i ciliegi in fiore Toma tenta di dire a Mieko che le ha mentito; le sue parole vengono fraintese, la ragazza crede che lui sia stato ammesso ad una facoltà più prestigiosa della sua. Mentre Toma cerca di dirle la verità Mieko gli confida che forse si sta innamorando di lui: le parole sconvolgono Toma che, preso dall'entusiasmo, racconta una bugia ancora più grossa. Urara, dopo aver glissato sulle domande di Toma riguardo a suo padre, è a Shibuya con Komi. Nel mezzo della folla distingue Toma e, felice, sta per chiamarlo: la ragazza rimane come paralizzata quando vede che Mieko corre felice verso Toma. |                   |                                    |
| 4  | Tentazione al Love Hotel 「誘惑のラブ・ホテル」 - Yūwaku no Rabu Hoteru | 21 giugno 1997    | 2009                               |
| 4  | Toma passa la serata in un izakaya con Mieko e altri studenti della Keio; sulla strada di casa Mieko — sempre più innamorata di lui — lo bacia prima di iniziare un lungo giro per Tokyo. Mieko è esausta e, visto che sono giunti nella zona dei love hotel, propone di prendere una camera. Toma è al settimo cielo, ha l'occasione di perdere la verginità con la ragazza che ama; Mieko però si addormenta profondamente e Toma (dopo una notte insonne) lascia la stanza prima del suo risveglio. Urara intanto è a casa: ha visto il bacio tra Mieko e Toma ma pensa che sia successo solo perché la ragazza era ubriaca e attende il rientro del cugino. Il giorno dopo Urara racconta a Komi della sua notte insonne attendendo Toma; secondo Komi Urara ha un solo modo per far capire a Tuoma i sentimenti che prova: fare sesso con lui. Dopo le lezioni Urara raggiunge Toma alla scuola di preparazione, anche lei vuole frequentarla e studierà insieme a lui. Mentre rientrano a casa Toma si rende conto che Urara è cresciuta, è diventata una donna ed è molto carina. Dopo gli eventi della notte il ragazzo si era convinto che avrebbe dovuto perdere la verginità prima di avere un nuovo appuntamento con Mieko, e ora pensa che Urara sia la ragazza adatta per la sua prima esperienza sessuale. |                   |                                    |
| 5  | La prima esperienza? 「はじめてのベッドイン？」 - Hajimete no Beddoin? | 24 luglio 1997    | 2009                               |
| 5  | Urara e Toma fanno spese per la cena; alla cassa Urara si accorge che il cugino ha messo del cestino della spesa una scatola di preservativi. Urara diventa improvvisamente taciturna e Toma pensa di averla offesa; la situazione si scioglie quando Urara, ripensando alle parole di Komi, dice a Toma che quando è insieme a lui è molto felice e torna a casa euforica. Dopo la cena Urara e Toma giocano al "baseball con le mani" — la morra cinese dove lo sconfitto deve togliersi un indumento come nello strip poker — perché Toma vuole creare le condizioni ideali per fare sesso con la cugina. Quando entrambi sono rimasti con la sola biancheria intima giunge una telefonata di Komi; Toma inizia a pensare che Urara non sia una ragazza facile e, pentito per quello che ha fatto, se ne va in camera sua. Urara, spronata dall'amica, è sempre più decisa a concedersi a Toma: entra in camera del ragazzo e prosegue il gioco, perdendo volontariamente. Mentre Urara si slaccia il reggiseno Toma cambia completamente idea su di lei e tenta di violentarla: Urara riesce a liberarsi con difficoltà e si rifugia in camera sua piangendo, mentre Toma rimane da solo a disperarsi. |                   |                                    |
| 6  | Primo amore a Kamakura 「ファーストラブ鎌倉」 - Fāsuto Rabu Kamakura | 24 luglio 1997    | 2009                               |
| 6  | Toma, dopo la tentata violenza su Urara, si rende conto di aver fatto un gesto insensato; la ragazza è molto fredda con lui ed esce di casa senza rispondere ai suoi maldestri tentativi di riappacificazione. A scuola Komi si accorge che Urara è molto triste e, dopo le lezioni, le chiede di dirle chiaramente cosa c'è stato tra lei e Toma. Urara racconta la storia del suo amore per il cugino: dopo la morte della madre andò a vivere con la nonna; per alleviare la sua depressione i parenti organizzarono una gita a Kamakura con altri familiari dove Urara conobbe Toma che, con il suo affetto, l'aiutò a riprendersi dal trauma subito. Mentre Toma rientra a casa si imbatte in Komi; la ragazza, arrabbiatissima, gli spiega che il comportamento disinibito di Urara era solo per cercare di tirargli su il morale prima degli esami di ammissione all'università e per consolarlo dopo le bocciature: l'amica non ha mai avuto un ragazzo e i suoi comportamenti erano solo per amore verso di lui. Toma rimane scioccato dalle parole di Komi; a casa, quando vede rientrare Urara molto imbronciata, si accorge che i suoi sentimenti verso la cugina stanno diventando molto più profondi. |                   |                                    |
| 7  | Il triangolo amoroso 「恋のトライアングル」 - Koi no Toraianguru | 21 agosto 1997    | 2009                               |
| 7  | Urara è ancora arrabbiata con Toma. Quando scopre che il cugino ha pensato a lei tutta la giornata promette di perdonarlo se l'accompagnerà a vedere il tramonto sulla ruota panoramica e se smetterà di pensare "alla ragazza della Keio". Toma accetta le condizioni di Urara, ma telefona a Mieko e fissa un incontro con lei per il pomeriggio successivo. L'indomani, dopo le lezioni, Toma va alla Keio per incontrare Mieko; quando la vede la trova in compagnia di Tatsuhiko Mashu. Tatsuiko propone un'uscita a tre con Mieko e Toma — che definisce triangolo amoroso — per trascorrere il pomeriggio insieme. Intanto Urara e Komi decidono di andare a prendere Toma a scuola; non trovandolo accettano l'invito di Koji Akimoto per un pomeriggio al karaoke. Il caso vuole che Toma sia nello stesso locale scelto da Koji: Urara rimane come paralizzata davanti alla vetrata della stanza dove Toma si esibisce vedendolo in compagnia di Mieko. Anche Toma rimane sconvolto vedendo Urara: aveva deciso di continuare a mentire a Mieko sulla sua ammissione all'università e ora ha paura che la cugina riveli il suo segreto. |                   |                                    |
| 8  | La rivelazione di Mieko 「美咲子の告白」 - Mieko no kokuhaku | 21 agosto 1997    | 2009                               |
| 8  | Urara e Komi entrano nella stanza dove Toma si sta esibendo. Davanti a Mieko e Tatsuiko Urara inizia a dire qualcosa sulla scuola di recupero e sui suoi sentimenti verso Toma; quando tutti pensano che lei sia la fidanzata di Toma Urara dice di essere sua sorella e di essere lei a frequentare la scuola di recupero. Sulla strada di casa Urara spiega a Toma di aver salvato il suo segreto perché lo ama e non vuole distruggere il sogno d'amore del cugino. L'indomani Urara, prima di andare a scuola, fissa un appuntamento con Toma: i due si troveranno alle 7 della sera al luna park per un romantico giro sulla ruota panoramica. A scuola Toma riceve un messaggio di Mieko che chiede di vederlo alle 5 del pomeriggio; dopo le lezioni il ragazzo lascia sul pocket bell di Urara il codice che avevano concordato per annullare il loro appuntamento e si reca al parco dove lo attende Mieko. Il tempo volge al brutto e si è alzato il vento: sotto un cielo plumbeo Mieko confida a Toma di essere fidanzata. La notizia lascia Toma pietrificato sotto le prime gocce di pioggia; intanto Urara corre felice verso il luna park. |                   |                                    |
| 9  | Primo bacio sotto le lacrime del cielo 「雨の中でファーストキス」 - Ame no naka de Fāsuto Kisu | 22 settembre 1997 | 2009                               |
| 9  | Al parco, sotto la pioggia battente, Toma ripensa alle parole di Mieko; pieno di tristezza torna a casa e si accorge che Urara non è rientrata. Mentre si chiede dove sia la cugina si rende conto che quando l'ha contattata sul pocket bell ha sbagliato a digitare il codice di "appuntamento annullato". Toma si precipita al luna park dove si aspetta di trovare Urara furente e rimane stupito quando vede che lei lo attende felice. Urara, come aveva detto a Toma, era salita sulla ruota panoramica dove lui doveva raggiungerla; alla fine del giro lo ha atteso sotto la pioggia, seduta a terra. L'appuntamento romantico è sfumato — la ruota ora è chiusa — ma Urara è felice perché Toma non l'ha abbandonata. Toma è spiazzato dalla reazione della ragazza; mentre si avvicina a lei per chiederle scusa le dà un tenero bacio. Urara è felice, ma si accorge che c'è qualcosa che turba Toma; dopo qualche giorno gli chiede che cosa abbia. Toma, senza entrare nel dettaglio, racconta di avere subito una cocente delusione d'amore e che ora vuole impegnarsi negli studi per entrare comunque all'università. Mentre Toma si sta rilassando con un bagno caldo Urara — nuda, con indosso solo un asciugamano — entra nella stanza da bagno e si offre di lavargli la schiena. |                   |                                    |
| 10 | Orgoglio, sacrificio e rimorso 「二人のバスルーム」 - Futari no Basurūmu | 22 settembre 1997 | 2009                               |
| 10 | Con un po' di imbarazzo Toma accetta l'offerta di Urara; mentre lei gli lava la schiena riesce a raccontarle la storia del suo innamoramento per Mieko. Urara tenta di consolarlo, ma visto che niente riesce a scuotere Toma gli chiede cosa possa fare per lui. Il ragazzo — anche per la situazione che si è creata tra loro — le chiede se può insaponargli la schiena usando il seno al posto della spugna. Urara, impassibile, si abbassa l'asciugamano e obbedisce; quando Toma le dice che stava scherzando gli risponde che è disposta a fare di tutto per sollevargli il morale. L'indomani Toma, prima di andare a scuola per il test di valutazione, dà a Urara un biglietto e le chiede di dargli una cosa analoga. Urara apre il biglietto e rimane scandalizzata: all'interno c'è uno dei peli pubici di Toma. Il ragazzo le spiega che quella è un'usanza tipica del suo paese: gli studenti fidanzati considerano questo scambio come un portafortuna e, visto che entrambi devono affrontare gli esami di ammissione, vorrebbe che Urara gli desse uno dei suoi peli. Urara, imbarazzatissima, si ritira in camera mentre Toma esce di casa. All'ora di pranzo Toma riceve un bento da Urara; quando lo apre vede che sotto al contenitore del cibo c'è un biglietto, simile a quello che aveva dato alla cugina. Nel pomeriggio Toma, durante un test, guarda fuori dalla finestra: in strada c'è Urara che, felice, gli mostra un cartello di incoraggiamento per l'esame. |                   |                                    |
| 11 | Sono uno studente fallito 「受験生シンドローム」 - Jukensei no shindorōmu | 22 ottobre 1997   | 2009                               |
| 11 | Toma ha ottenuto una valutazione deludente ai test; dopo aver sognato di essere stato nuovamente bocciato (mentre Urara veniva ammessa) decide di impegnarsi nello studio. La sua volontà vacilla quando Urara, con indosso un succinto bikini, entra nella sua camera; Toma rifiuta le sue avances e si rimette a studiare. Dopo le lezioni Toma incontra davanti alla scuola di recupero Eri Imamura, sua compagna di classe al liceo. Eri crede che Tuoma frequenti una prestigiosa università; il suo fidanzato si lancia in un monologo sul fatto che gli studenti bocciati siano dei falliti (senza accorgersi di essere davanti a una scuola di recupero). Con dignità Tuoma dichiara di studiare in quella scuola e torna a casa. Urara — che era andata alla scuola per incontrare Toma — assiste alla scena; quando il gruppo si scioglie segue Eri e colpisce il suo fidanzato con un pugno. A casa Urara cerca nuovamente di sedurre Toma: indossando lo stesso bikini della mattina prende la mano del ragazzo e la porta sotto al costume in modo che Toma possa mettere la mano sul suo cuore. Imbarazzato Toma scopre che Urara ha messo un bigliettino sotto al costume; quando lo legge scopre che è una dichiarazione d'amore da parte della cugina. Dopo una notte insonne Toma rimane a casa a riposare mentre Urara esce; quando suo zio telefona scopre che Urara ha taciuto a tutti che lui è ancora in casa Kasuga e medita di andare a vivere altrove. Nel frattempo Mieko, informata da Tatsuiko, ha scoperto che Toma non è stato ammesso alla Keio e decide di rompere ogni legame con lui.           |                   |                                    |
| 12 | La strada più difficile da seguire 「受験生の決断」 - Jukensei no ketsudan | 22 ottobre 1997   | 2009                               |
| 12 | Toma decide di andarsene da casa Kasuga, sa che se rimanesse con Urara finirebbe per iniziare una storia d'amore con lei e questo gli toglierebbe energie per lo studio. Meiko è a casa di Tatsuiko insieme ad altri compagni di studi; mentre ammira il Rainbow Bridge al tramonto, parlando con Tatsuiko, si rende conto che fino a ora le loro vite sono state predeterminate dai loro genitori. Mieko capisce di essere attratta da Toma perché lui riesce a vivere senza condizionamenti, caratteristica che lo rende interessante anche se è un ragazzo comune. Nello stesso momento Toma incontra Urara sul terrazzo della scuola di recupero per dirle che se ne andrà immediatamente dal suo appartamento. Urara scoppia a piangere e cerca di convincerlo a non andarsene, ma Toma è irremovibile. Mieko chiama il suo fidanzato a Parigi: lui non c'è e gli lascia un messaggio nella segreteria telefonica per dirgli che ha intenzione di lasciarlo. La mattina seguente Urara sfoga la sua delusione d'amore parlando con Komi, alla quale confida che vuole prepararsi per gli esami d'ammissione all'università perché consultando gli stessi libri usati da Toma si sentirà legata a lui da un invisibile filo rosso. Toma si trasferisce a casa di Koji e si impegna duramente negli studi, mentre Urara si consola tornando al tempio Kōtoku-in dove aveva conosciuto Toma; all'interno alla grande statua di Buddha trova il simbolo che Toma aveva tracciato sei anni prima per indicare l'affetto che avrebbe legato per sempre i due e si rasserena pensando alla storia che avrebbe potuto vivere con lui. |                   |                                    |

#### Doppiaggio
| Personaggio     | Doppiatore originale                     | Doppiatore italiano |
| --------------- | ---------------------------------------- | ------------------- |
| Toma Inaba      | Mitsuaki Madono                          | Alessandro Quarta   |
| Urara Kasuga    | Kyōko Hikami                             | Federica De Bortoli |
| Mieko Yotsuba   | Rumi Kasahara                            | Barbara De Bortoli  |
| Komi Natsuki    | Mako Hyōdō                               | Alida Milana        |
| Tatsuhiko Mashu | Kunihiko Yasui                           | Francesco Bulckaen  |
| Madre di Toma   | Masa Saito (1ª voce) Sho Saito (2ª voce) |                     |
| Keisuke         | Masamichi Ota                            |                     |
| Girl On TV      | Miho Yamada                              |                     |
| Mother A        | Mizue Ohtsuka                            |                     |
| Koji Akimoto    | Naoki Tatsuta                            | Luigi Ferraro       |
| TV Announcer    | Osamu Hosoi                              |                     |
| Allenatore      | Takayasu Usui                            |                     |

### Videogioco
Un videogioco di genere simulatore di appuntamenti per Sega Saturn intitolato Sakura Diaries: ReMaking Memories è stato pubblicato il 1º ottobre 1998 da Media Group. Il giocatore assume il ruolo di Toma Inaba, il cui obiettivo è quello di entrare alla Keio University, mentre si occupa di gestire le sue relazioni sentimentali. Molte delle scene tagliate sono state prese direttamente dalla serie anime.

## Accoglienza
Francesca Guarracino di MangaForever recensì i primi tre volumi del manga, trovando il tratto dell'autore come piacevolmente fresco e sottile, per un disegno pulito ed accurato tanto nella definizione delle figure umane quanto nella realizzazione degli ambienti. Questa leggerezza di fondo si ritrovava anche nelle tavole nel loro complesso, grazie a un uso equilibrato dei retini e a un'impostazione delle pagine dinamica e mai confusionaria. Il risultato era un'opera estremamente scorrevole che si lasciava leggere senza alcun problema. Affermò che la trama pur ispirandosi ad alcuni dei classici topoi della commedia sentimentale, come il triangolo amoroso e la convivenza forzata, Sakura Mail era un manga che riusciva a dosare in modo convincente umorismo e sentimenti, permettendo anche di approfondire le psicologie dei protagonisti, mettendone in evidenza dubbi e insicurezze. Da questo punto di vista, le situazioni a sfondo erotico, al contrario di quanto si poteva immaginare, rimanevano in secondo piano, non prendendo mai il sopravvento sul filo principale della trama, dove invece venivano privilegiate le relazioni che intercorrevano tra i personaggi, che erano anche, ma non esclusivamente, di natura sessuale. In conclusione reputò Sakura Mail un titolo consigliato a un pubblico adulto, che si poteva ben definire una commedia a tinte sexy, che riservava sfumature yuri, in grado di dare nel corso dei volumi il giusto spazio ai molteplici elementi di cui si componeva. Il risultato era un'opera che riusciva a non scadere nel fanservice fine a se stesso, e che quindi per certi versi si rivelava lontana dal genere erotico inteso in senso stretto.
Chris Shepard di Anime News Network recensì il primo volume DVD dell'anime definendo la trama un classico triangolo amoroso, la cui storia è caratterizzata dalla presenza di alcuni piccoli strani colpi di scena, dove le tematiche ecchi erano presenti fin dall'inizio. Ciò che impediva alla serie dall'indurre troppa noia erano i personaggi davvero accattivanti, facendo degli apprezzamenti riguardo al legame tra i tre protagonisti. Il cast di personaggi non era molto caratterizzato e non avrebbero fatto breccia nel cuore degli spettatori ma rimanevano comunque interessanti per l'intera durata dell'opera. La seconda colonna portante era il fanservice, dove i personaggi femminili erano ben progettati e carini, senza mai trasformarsi mai in un anime hentai. Sebbene i personaggi stessi fossero di bell'aspetto, l'animazione generale non era delle migliori, ma questo dettaglio era quasi irrilevante poiché i personaggi raramente facevano qualcosa di più che camminare, parlare e rimuovere i capi di abbigliamento. Sakura Mail era una serie anime sexy, dove erano presenti le classiche contese di relazione e i triangoli amorosi tipici di questo tipo di opere, ma non diventava mai troppo sdolcinato o serio. Concluse affermando che l'anime non presentava una trama memorabile ma il fanservice era ben fatto, perciò consigliò di prenderlo in considerazione per gli amanti del genere in cerca di qualcosa di leggero da guardare.
Adam Arnold di ANIMEfringe recensì il secondo volume VHS definendo l'opera una commedia erotica sulla scia di Melrose Place e Sex and the City, consigliandolo a chi fosse in cerca di una serie suggestiva senza però le scene di sesso forzato che riempivano i titoli hentai.
Theron Martin sempre di Anime News Network tornò a parlare del primo volume DVD della serie animata, questa volta di una nuova edizione, specificando che rispetto a quella già trattata dal collega Shepard tre anni prima, si tratta della versione integrale e non quella televisiva censurata impiegata sulle TV giapponesi. Martin affermò che il triangolo amoroso al centro di Sakura Mail era il classico presente negli anime sentimentali dove all'inizio un ragazzo molto innamorato di una splendida ragazza di alta classe non notava l'affetto di un'altra sua coetanea carina, disponibile e premurosa che era già accanto a lui, trovando molte scene, situazioni e personaggi erano dei cliché già visti prima. Ciò che separava l'opera dalle tipiche commedia romantiche era che si tratta di una pura e spensierata storia d'amore, e ciò che lo rendeva interessante da guardare era il suo set di personaggi imperfetti dove nessuno dei tre protagonisti era del tutto sincero nei confronti degli altri, finendo per creare delle situazioni a catena. L'altro motivo per guardare l'anime era il suo fanservice in tutta la sua gloria inedita prima di allora. Il recensore finì però per sconsigliare l'opera a chi non era amante delle scene sexy, mentre per tutti gli altri potevano trovare qualcosa di alta qualità da guardare.
Lo stesso Martin tornò a recensire anche il secondo volume DVD della nuova edizione, definendo la serie animata come una storia d'amore leggera fra tre persone innamorate che però a volte non riuscivano ad essere oneste con sé stesse per quanto riguardava i reciproci sentimenti. Se il primo volume introduceva le circostanze degli inganni che intrecciavano i tre protagonisti, il secondo volume d'altro canto mostrava come la trama cadeva a pezzi in un modo melodrammatico che ricordava una telenovela. Anche se poteva essere interessante vedere i personaggi uscire dalle difficoltà in cui erano finiti, gli eventi che accadevano nei primi cinque episodi contenuti nel volume erano di poco conto, il che avrebbe sorpreso qualsiasi fan veterano degli anime. La narrazione aveva mostrato dei segni di sviluppo a partire dagli ultimi due episodi contenuti nel volume precedente, ma Martin si sentì di ricordare che quello era un anime romantico dedicato al pubblico maschile, dove il protagonista sarebbe stato ovviamente perdonato piuttosto rapidamente dalla ragazza che è follemente innamorata di lui nonostante la sua grande trasgressione. La serie guadagnava punti per non aver incluso i tipici episodi ambientati in spiaggia, alle sorgenti termali oppure in piscina (anche se erano presenti alcune scene con le ragazze in costume ba bagno ma erano in un contesto diverso), ma perdeva un po' del punteggio guadagnato con la scena in cui il ragazzo deve lavare la schiena ad una delle ragazze. Sakura Mail non era del tutto un classico anime romantico, non evitava di affrontare le conseguenze degli inganni rivelati e consentiva ai suoi personaggi di crescere un po' dalle loro esperienze, di conseguenze, l'ultimo episodio per svolgersi in una maniera che molti potevano aspettarsi. Il fanservice, sebbene più scarso del primo volume, continuava a essere più impressionante e di quanto si vedeva nel tipico anime osé.
Stefano Radolovich di Everyeye.it affermò che gli amanti di opere come I''s e 100% Fragola avrebbero trovato pane per i loro denti. L'opera non era nulla di particolarmente originale, anzi forse l'assenza di comicità non permetteva di stemperare l'irrefrenabile antipatia per il protagonista, ma in fin dei conti la storia funzionava, presentando meno fraintendimenti di altri manga del genere e che riusciva ad essere piacevole. Il lato erotico risultava sommesso, un bene per chi non apprezzava il genere, meno per chi sperava in qualcosa di più "ecchi" e per i fan più sfegatata delle opere di U-Jin. Concluse affermando che si trattava di un prodotto discreto ma non per tutti.